# From the forgotten rooms of a lonely house
From the forgotten rooms of a lonely house is een splitalbum van Morpheusz en Ron Boots. Het werd uitgegeven ter gelegenheid van concerten die werden gegeven in december 2011 en januari 2012 en bevat een aantal restopnamen van de band Morpheusz met daarin Boots en van Boots zelf. Het verschil tussen de opnamen, nu direct achter elkaar hoorbaar, is dat Morpheusz dicht tegen progressieve rock aanschurkt, terwijl Boots zelf zich beperkt tot elektronische muziek. Het verscheen in een oplage van 400 stuks.

## Musici
- Ron Boots – synthesizers, elektronica (alle tracks)
- Erik van der Heijden – synthesizers (1-3)
- Frank Dorittke – gitaar (1-3)
- Harald van der Heijden – slagwerk

## Muziek
| Nr. | Titel                                      | Duur |
| --- | ------------------------------------------ | ---- |
| 1.  | Bielefeld by night (Morpheusz)             |      |
| 2.  | Another timeroom (Morpheusz)               |      |
| 3.  | Da capo (Morpheusz)                        |      |
| 4.  | Lost stars (Boots)                         |      |
| 5.  | Vocat cataclism (Boots)                    |      |
| 6.  | From the dark cellars of the house (Boots) |      |
| 7.  | Spinning out of control (Boots)            |      |